# Буркачі
Буркачі́ — село в Україні, у Берестечківській громаді Луцького району Волинської області. Населення становить 353 осіб.

## Географія
Село розташована на лівому березі річки Судилівки.

## Історія
У 1906 році село Берестецької волості Дубенського повіту Волинської губернії. Відстань від повітового міста 62 верст, від волості 7. Дворів 49, мешканців 400.
12 червня 2020 року, відповідно до розпорядження Кабінету Міністрів України № 708-р «Про визначення адміністративних центрів та затвердження територій територіальних громад Волинської області», село увійшло у склад Берестечківської міської громади.
19 липня 2020 року, в результаті адміністративно-територіальної реформи та ліквідації Горохівського району, село увійшло до складу новоутвореного Луцького району.

## Населення
Згідно з переписом УРСР 1989 року чисельність наявного населення села становила 386 осіб, з яких 176 чоловіків та 210 жінок.
За переписом населення України 2001 року в селі мешкали 353 особи.

### Мова
Розподіл населення за рідною мовою за даними перепису 2001 року:
| Мова       | Відсоток |
| ---------- | -------- |
| українська | 99,72 %  |
| російська  | 0,28 %   |

## Релігія
В селі існує Свято-Успенська церква, яка побудована в 1998 році. Після того, як релігійна громада села перейшла до ПЦУ, у лютому 2019 року митрополит Луцький і Волинський Михаїл благословив настоятеля церкви Успіння Пресвятої Богородиці священника Романова Третяка очолити першу службу українською мовою в сусідньому селі Диковини.